# Nils Samuelson
Nils Gustaf Samuelson, född 20 februari 1850 i Stockholm, död där 1 oktober 1927, var en svensk läkare. 
Samuelson blev student vid Uppsala universitet 1870, medicine kandidat vid Karolinska institutet i Stockholm 1877 och medicine licentiat vid Lunds universitet 1883. Han var intendent vid Ramlösa hälsobrunn 1884–85, andre bataljonsläkare vid Wendes artilleriregemente 1885–91 och förste bataljonsläkare där 1891–96, tillförordnad regementsläkare vid Wendes trängbataljon (Skånska trängkåren) 1895–96 och ordinarie regementsläkare där 1896–1907 samt regementsläkare vid Södra skånska infanteriregementet från 1907.